# Otto Findeisen
Otto Karl Findeisen (Brno, 23 de desembre de 1862 dins l'Imperi Austríac - Leipzig, 25 de gener de 1947) fou un director d'orquestra i compositor alemany.
Fou director d'orquestra a Magdeburg i Leipzig, i va compondre nombroses operetes, entre les quals cal citar:
- Der alte Dessauer (1890);
- Hennigs von Treffenfeld (1891);
- Kleopatra (1897);
- Der Spottvogel (1898);
- Der Sühneprinz (1904);
- Sonnenguckert (1908);
- Miester Pinkebank (1909);
- Diegoldene Gans (1910);
- Jung Habenichts und das Silberprinzesschen (1913).